# Chikae Ide
Chikae Ide (井出智香恵, Ide Chikae), de son vrai nom Chikae Ide (井出知香恵, Ide Chikae), née le 12 février 1948 dans la Préfecture de Nagano, est une mangaka japonaise.

## Biographie
Ide fait ses débuts en 1966 dans le magazine Shōjo Ribon de l'éditeur Shūeisha, avec la série Yakko no Sindbad, en signant avec son prénom en hiraganas Chikae Ide (井出ちかえ, Chikae Ide). Deux ans plus tard, elle publie le spokon (manga de sport) Viva! volley-ball ; la série est un grand succès et inaugure la série tankōbon du magazine intitulée Ribon Mascot Comics.
Après avoir commencé par des histoires pour petites filles, Ide s'est progressivement tournée vers des cibles plus adultes en écrivant des histoires pour jeunes femmes dans la série Arlequin, ainsi que des histoires pour garçons. Elle réalise les versions en bandes dessinées de divers romans de Seiichi Morimura.
Une de ses planches en couleurs tirée de Viva! Volleyball, exposée à l'exposition Mangasia 2017-2018 au Palais des expositions de Rome, est utilisée par le créateur Alessandro Michele pour les vêtements et accessoires de la collection automne/hiver 2018-2019 de la maison de couture italienne Gucci,.
De 2018 à 2021, Ide est victime d'une escroquerie sentimentale, initiée sur Facebook qui lui fait perdre 75 000 000 yens. Cette expérience lui inspire le manga Poison Love, paru en 2022.
Sa fille est la dessinatrice Kayono (it).